# Mesa para tres
Mesa para tres es una telenovela colombiana realizada y trasmitida por Caracol Televisión en 2004. Protagonizada por el actor mexicano Héctor Arredondo, y los nacionales Diego Cadavid y Catalina Aristizábal, junto con Daniel Ochoa, Genoveva Caro y Daniel Rocha como los antagonistas principales.  Su audiencia promedio fue de 14,2 de rating y 55,0 de Share

## Sinopsis
Luís y Alejandro Toro llegan con su madre a Bogotá después de abandonar su pueblo natal donde eran dueños de un restaurante. En Bogotá consiguieron un trabajo en Zavatti, un prestigioso restaurante. Tanto Luís como Alejandro conocen y enamoran a Andrea Zavatti, que es la hija de Harold Zavatti, el dueño del restaurante. George Brown, quien es novio de Andrea, intenta deshacerse de los hermanos Toro, ya que sólo está interesado en la fortuna del Sr. Zavatti. Luís es secuestrado y supuestamente muerto, Andrea y Alejandro comienzan un romance y cuando Luis aparece de nuevo, se siente traicionado por su hermano. Decide vengarse de ellos y de los que planearon su secuestro.

## Reparto
- Diego Cadavid . Alejandro Toro "Alejo"
- Catalina Aristizábal . Andrea Zavatti
- Héctor Arredondo . Luis-Lucho Toro
- Daniel Ochoa . George Brown-Stevens
- Myriam de Lourdes . Rita Toro
- Álvaro Rodríguez . Francisco Guarín "Paco"
- Estefanía Borge . Kathy Noguera
- Germán Quintero . Harold Zavatti
- Genoveva Caro . Susana Marulanda Gómez "Susy"
- Orlando Valenzuela . Ramón Tavernero
- Valentina Rendón . Claudia Neira
- Felipe Noguera . Daniel Álvarez
- Tania Fálquez . Tte. Ángela Barrera
- Sandra Guzmán . Marta Consuelo Sandoval
- Luis Fernando Múnera . Justo Gamarra
- María Cristina Gálvez . Victoria Stevens de Brown
- Mayte Vilan . Blanca Patricia Melo
- Patricia Grisales . Leonor Torres "Leito"
- Anderson Balsero . Mario Jiménez
- Frank Beltrán . Valentín Gastón Gastón
- Yuly Pedraza . Ruth Amézquita
- Yuli Ferreira . Gladys Violeta Gamarra
- Clemencia Guillén . Otilia Gamarra, Hermana de Justo y Tía de Violeta
- Carlos Hurtado . Guillermino Flores - alias Caimán
- Daniel Rocha . Carmelo Sepúlveda
- Jorge "El Salsa" Sánchez . Policía
- Andrés Martínez . Osvaldo Piñeros
- Miguel Alfonso Murillo . Recluso en silla de ruedas.
- Álvaro Bayona  . Teniente John Abril
- Cristina Campuzano . Calixta Daza
- Hernán Méndez . Segundino Pedraza
- Santiago Moure . Gerardo Pinzón
- Manolo Orjuela . Martín Farfán
- Iván Rodríguez . Adalberto 'El Cojo' Arbélaez
- Ugo Armando . Doctor
- Mauricio Arango . Fernando Noguera
- Luz Mary Arias . Ángela, Niñera
- July Pedraza . Ruth Amézquita
- Astrid Junguito . Virgelina Torres (Hermana de Leito)
- Nataly Umaña . Sandra
- Andrés Toro . Andrés Lombana
- Gémiro Gómez . Dr. Baquero

## Premios

### Premios Caracol
- Mejor Actor Protagónico: Diego Cadavid
- Mejor Actriz Revelación: Catalina Aristizábal

### Premios Orquídea USA
- Actriz de Proyección Internacional: Catalina Aristizábal
- Actor de Proyección Internacional: Diego Cadavid

## Versiones
- La cadena MyNetworkTV realizó la versión de esta telenovela con el nombre de  Desire: table for three. La telenovela fue filmada por Stu Segall Productions en San Diego, California.[1]